# La Josefina, Oaxaca
La Josefina är en ort i Mexiko.   Den ligger i kommunen Ixtlán de Juárez och delstaten Oaxaca, i den sydöstra delen av landet, 400 km sydost om huvudstaden Mexico City. La Josefina ligger 185 meter över havet och antalet invånare är 579.
Terrängen runt La Josefina är huvudsakligen kuperad, men åt sydväst är den bergig. Runt La Josefina är det ganska glesbefolkat, med 27 invånare per kvadratkilometer. Närmaste större samhälle är Ayotzintepec, 2,2 km nordost om La Josefina. Omgivningarna runt La Josefina är en mosaik av jordbruksmark och naturlig växtlighet.